# 陳独秀
陳 独秀（ちん どくしゅう、1879年10月8日〈光緒5年8月23日〉 - 1942年〈民国31年〉5月27日）は、中華民国の革命家・ジャーナリスト・政治家。字は仲甫、号は実庵。中国共産党の設立者の一人で、初代総書記に選出された。

## 人物

### 生い立ち
1879年、安徽省懐寧県十里鋪（現在の安慶市大観区十里鋪郷）で生まれる。生家は「義門陳氏」「安慶望族」などと称される儒教的な名望家であり、一族には「秀才」「挙人」といった科挙の称号を持つ者が多かった。陳独秀の父親は自身の生後数か月で死に、かわりに祖父の陳章旭のもとで儒教経典を厳しく教え込まれる。祖父は陳独秀をよく叩いたが、頑として泣こうとしない気の強い性格を見て、「こいつは将来大人になったら必ず人殺しの不届き極まりない凶悪強盗となるに違いない。まさに家門の不幸だ！」と罵ったという。郷里の試験である院試に17歳で合格して「秀才」の称号を得るが、郷試の試験場だった南京の街の寂れと、試験会場の荒廃ぶりに深く失望する。その直後に梁啓超らの変法自強運動の存在を知り、その政治改革の主張に影響を受けて科挙を放棄する。

### 革命運動への参加
1901年から当時の清朝政府によって奨励されていた日本への留学に応じ、新宿の成城学校（現：成城中学・高等学校）、東京専門学校（現：早稲田大学）に留学する。日本では留学生の間に高まっていた、満洲族の清王朝を打倒する民族主義革命の思潮に影響される。帰国すると故郷で安徽愛国会という団体を結成したり、『安徽俗話報』という雑誌を刊行したり、岳王会という秘密結社的な革命運動の組織を設立したりなどの活動を行ったが、全て途中で失敗したり挫折したりした。辛亥革命によって1912年に中華民国が成立すると、安徽省で都督府秘書長という要職に就く。しかし、大総統の袁世凱は国民党の宋教仁を暗殺して議会を解散し、敵対的な勢力を強権的に排除する姿勢を強めたため、陳独秀も職を辞して日本に亡命する。

### 『新青年』と新文化運動

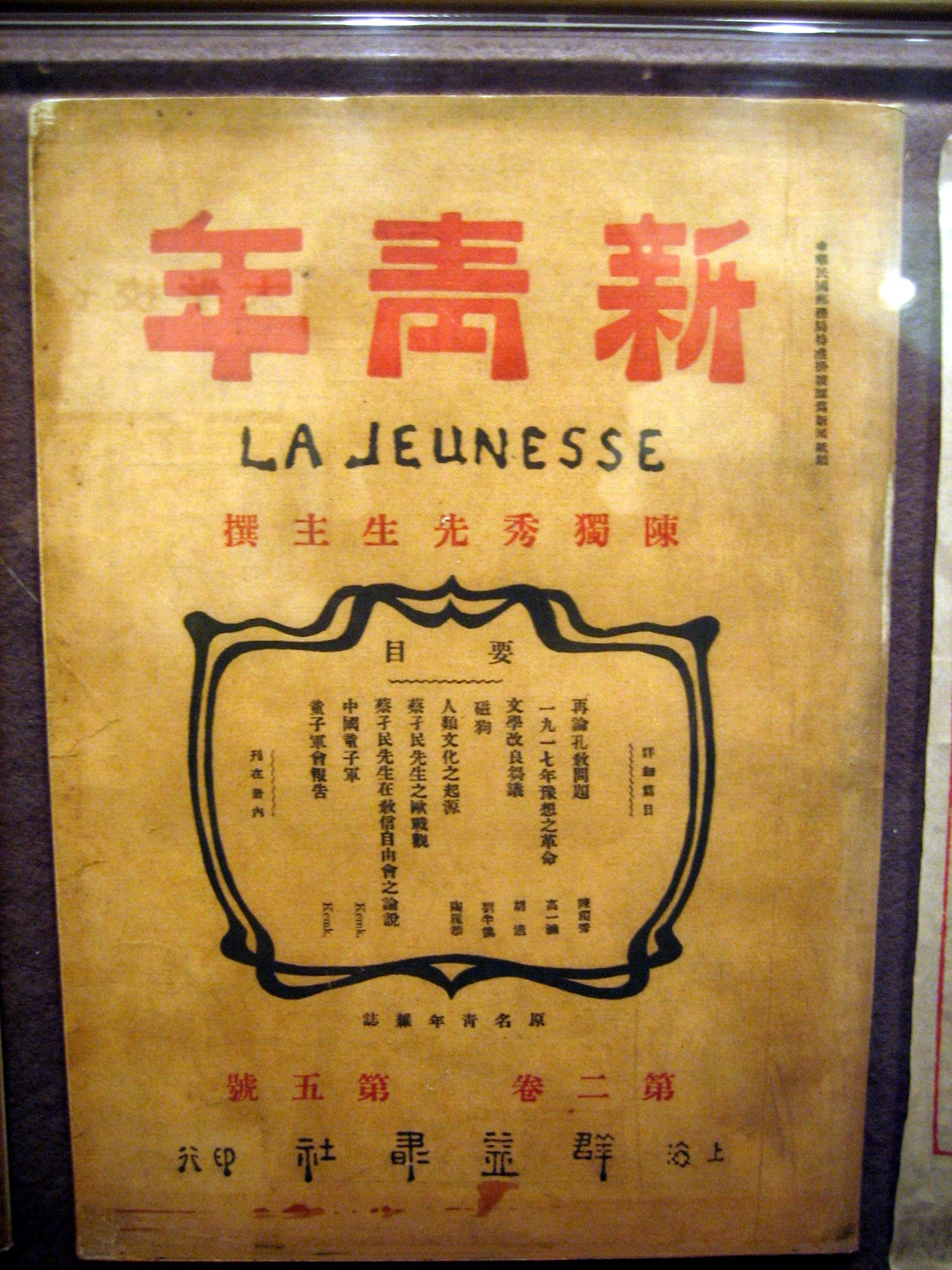
『新青年』

中国の現実に絶望した陳独秀は、日本で「国民の唯一の希望は外国人による分割だけである」など厭世的で悲観的な文章を書いていたが、これに対して友人の李大釗から愛すべき国を求める努力をやめるべきではないと批判される。陳独秀は1915年に帰国し、9月に上海で『青年雑誌』（のちの『新青年』）を創刊する。『新青年』において陳独秀は、伝統的な文化や社会体制が中国の近代化を妨げる元凶であるとして徹底的に否定し、中国を滅亡させないためには、もはや現代社会にそぐわない儒教や家族制度を廃絶して、「民主」や「科学」といった西洋文明の原理を全面的に取り入れるべきだと主張した。この単純明快で過激な主張は、辛亥革命後の政治情勢に閉塞感を抱いていた当時の中国の知識人の広い共感を得、陳独秀は一躍有名なジャーナリストとなる。『新青年』の活動は歴史上「新文化運動」と呼ばれ、胡適や魯迅など、近代中国史上に著名な作家や学者、政治家を多く生み出した。若き日の毛沢東も『新青年』への投稿者の一人であり、陳独秀を「思想界の明星」と絶賛している。この活動に北京大学校長の蔡元培が注目し、1917年には北京大学の文科学長に就任する。

### 五四運動から共産党設立へ

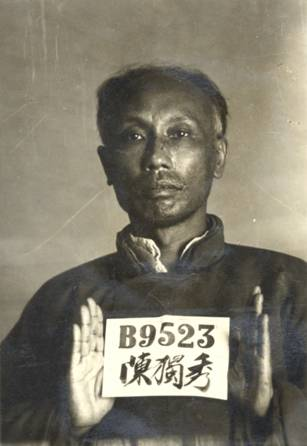
上海フランス租界で逮捕された際のマグショット（1921年）

転機は1919年の第一次世界大戦後のパリ講和会議であった。西洋主義者であった陳独秀は、議長であるアメリカのウッドロウ・ウィルソン大統領を「世界で最もいい人」と絶賛し、会議を世界平和が到来する契機として大きな期待を寄せていた。しかし会議では、対華21ヶ条要求でドイツから日本に譲渡された山東半島の権益がそのまま維持されるなど、理想とは程遠い現実に「ウィルソンはウソつきだ」と深く失望する。5月4日に北京の天安門前で、学生を中心として山東半島の中国返還を認めないパリ講和条約への不調印を求める民衆デモ（五四運動）が起こり、多くの市民を巻き込む民衆運動に発展する。陳独秀は民衆の力に深い感銘を受け、自ら街頭で「北京市民宣言」というビラを配っているところを警察に逮捕され、3ヶ月ほどの獄中生活を送る。釈放後は、都市労働者の運動の理論としてマルクス主義に急速に傾倒する。1920年には中国で共産党を設立させるためコミンテルン極東支局からグリゴリー・ヴォイチンスキーが訪中し、1920年8月に、ヴォイチンスキー、陳独秀、李漢俊、沈玄龍、兪秀松、施存統などにより、中国共産党結党準備が始められた。1921年にはソ連のコミンテルンの指導の下で、上海で李大釗などとともに中国共産党を結成し、初代総書記に選出される。

### 国民革命と国共合作の失敗
1922年頃からコミンテルンの指示で、陳独秀は個人としては反対であったが、党指導者としての立場で、孫文率いる中国国民党との合作を模索するようになり、国民党と共闘して国内の軍閥と国外の帝国主義を打倒する「国民革命」を提唱する。1924年には共産党員が国民党に入党する形で第一次国共合作が成立し、陳独秀も国民党のメンバーとなった。しかし1925年に孫文が死去し、1926年以降には反共産党の姿勢を強める蔣介石が指導権を獲得する。陳独秀は蔣介石の北伐をはじめとする軍事主義的な強硬路線を激しく批判するが、1927年4月の上海クーデターの発生によって共産党は徹底的に弾圧される。窮地に立った陳独秀は、またもやコミンテルンからの不適切な指示に従い、国民党内で蔣介石に敵対する汪兆銘の武漢国民政府と連合して国共合作の維持をはかろうとするが、武漢政府の政権基盤自体が脆弱だった上に、汪兆銘も土地改革などをめぐって共産党との対立を明確にしはじめ、1927年の7月に国共合作は最終的に解体する。陳独秀は汪兆銘との連合の失敗を、コミンテルンから「右傾日和見主義」と厳しく批判されて総書記を辞任する。しかし、「右傾日和見主義」路線はコミンテルンからの指令であり、陳独秀の立場ではなかった。

### トロツキズムへの転向
指導者としての地位を追われ、蔣介石によって息子の二人もが殺害された失意の陳独秀は、1929年にスターリンに敵対するトロツキーの存在を知り、コミンテルンの中国政策をトロツキーが批判していることに狂喜する。陳独秀は共産党に対する激しい内部批判に転じ、コミンテルンの中国政策こそが「日和見主義」の元凶であると指弾し、「コミンテルンおよび中国共産党中央の日和見主義者と最後まで闘争しなければならない」と訴えた。この発言のために共産党から除名処分を受けた陳独秀は、新たに「無産者社」というトロツキスト団体を結成し、トロツキーとも連絡を取りながら1931年に中国トロツキストの統一組織である中国共産主義同盟を結成してその総書記となる。しかし、国民党と共産党の両方を敵に回した中国のトロツキズム運動は瞬く間に壊滅し、1932年に蔣介石の国民党の弾圧によって逮捕される。

### 晩年

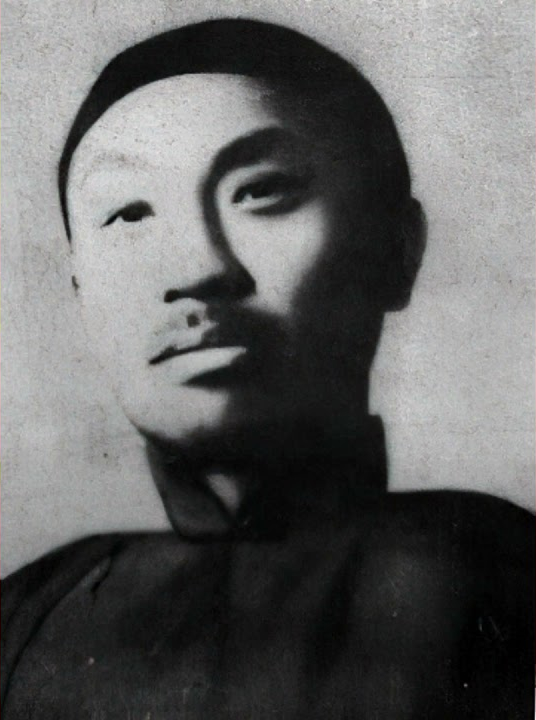
陳独秀（1937年）

蔡元培や胡適など『新青年』時代の盟友たちの助力もあって処刑はまぬがれ、第二次国共合作という政治情勢の変化を受けて1937年8月に釈放される。胡適にアメリカに移住するように勧められたり、蔣介石から「新共党」を組織するよう勧められたり、トロツキーから第四インターナショナルへの参加を要請されたりしたが、全ての誘いを拒絶して四川省江津に隠遁。音韻学の研究に沈潜する傍ら、時折抗日戦争に関する見解などを発表した。特に農村を根拠地とする毛沢東の遊撃戦戦略に対しては、大都市を重視する立場から批判的だった。1942年に江津でひっそりと死去した。
もともと陳独秀の墓は江津にあったが、後に故郷である安徽省安慶市の郊外に移された。長い間その存在すらあまり知られていない簡素な墓だったが、近年省政府の手によって安徽省文物保護単位に指定され公園として整備されつつある。

## 評価
陳独秀は中国共産党の創設者であり、毛沢東や魯迅、孫文、蔣介石など近代中国史上の重要人物で彼と関わりのない人物はいないといってよく、新文化運動、五四運動、国民革命など1910年代から20年代にかけての中華民国史の流れの常に中心にいた。特に毛沢東にとって、陳独秀は『新青年』や共産党組織という活動の場を提供した重要人物である。しかし陳独秀の名は一般的にはそれほど有名ではなく、評価もあまり芳しいものではなかった。その理由は、一つには国民革命の失敗とトロツキストへの「転向」によって中国共産党の公式史観から否定的に評価されてきたこと、もう一つは思想そのものが西洋からの表面的な直輸入で独自性や深みがあまりに乏しく、研究対象としてあまり魅力的と思われてこなかったことが挙げられる。
性格的にも、正しいと思ったことは衝突を厭わず強引に押し通そうとする直情型のタイプであり、ある雑誌や組織を立ち上げる段階では力を発揮するものの、それを粘り強く指導していく実務的な能力には欠けていた。それまで信じていたものに失望しては新しいものに飛びつくという「転向」の多さも、彼の評価を著しく低いものにしている。彼自身も晩年の書簡では、儒教からコミンテルンに至るまで権威であれば何でも反抗した人生を自省し、「適之兄（胡適）が私を『終身反対派』と呼んだが、まさにその通りだ。ただ故意にそうなっているわけではなく、事が迫るとどうしてもそうせざるを得なくなってしまうのである」と、自嘲的に述べている。
ただし陳独秀のこうした激動の人生の軌跡は、中華民国期（国民政府）の政治社会史を理解する上で非常に魅力的な題材を提供していることも確かである。事実、近年中国では彼を扱った伝記が多く出版されている。

## 人物像
- 一時期孫文の軍事顧問をつとめた日本陸軍の軍人佐々木到一中将は、陳の第一印象について「何だか昔の読書人のような感じのする男で、共産主義者というよりも道学先生のようだった」と語っている[3]。

## 関連文献

### 日本語訳
- 『陳独秀文集』全3巻、平凡社東洋文庫、2016-17年
長堀祐造・小川利康・小野寺史郎・竹元規人・石川禎浩・三好伸清・江田憲治 編訳

### 伝記
- 横山宏章『陳独秀』（朝日選書、1981年）、下記は増訂版
- 横山宏章『陳独秀の時代　「個性の解放」をめざして』（慶應義塾大学出版会、2009年）
- 横山宏章『孫文と陳独秀　現代中国への二つの道』（平凡社新書、2017年）
- 長堀祐造『陳独秀　反骨の志士、近代中国の先導者』（山川出版社・世界史リブレット人、2015年）
- 佐藤公彦『陳独秀 その思想と生涯』（集広舎、2019年）